# 條紋傘鳥
條紋傘鳥（Cotinga maculata），又名帶斑傘鳥，是巴西東南部特有的傘鳥。牠們棲息在熱帶低地的潮濕森林，但受到失去棲息地的威脅。目前被IUCN列为濒危物种。
其种加词“maculata”意为“有斑点的”。

## 外部連結
- BirdLife Species Factsheet （页面存档备份，存于）